# Dendropsophus manonegra
Dendropsophus manonegra es una especie de anfibio anuro de la familia Hylidae.

## Distribución geográfica
Esta especie es endémica de Colombia. Habita entre los 400 y 1200 m sobre el nivel del mar en los departamentos de Caquetá, Cauca y Putumayo.

## Descripción
Los 12 especímenes machos adultos observados en la descripción original miden de 22 y 25 mm de longitud estándar y las especímenes hembras adultas observadas en la descripción original miden 32 mm de longitud estándar.

## Etimología
El nombre específico manonegra proviene del español mano, la mano, y de negro, negro, con referencia al color negro brillante inusual, especialmente a los dedos, de esta especie. Este nombre también es un homenaje a la banda Mano Negra.

## Publicación original
- Rivera-Correa & Orrico, 2013: Description and phylogenetic relationships of a new species of treefrog of the Dendropsophus leucophyllatus group (Anura: Hylidae) from the Amazon basin of Colombia and with an exceptional color pattern. Zootaxa, n.º 3686, p. 447–460[4]